# Clypeoserica producta
Clypeoserica producta är en skalbaggsart som beskrevs av Frey 1970. Clypeoserica producta ingår i släktet Clypeoserica och familjen Melolonthidae. Inga underarter finns listade i Catalogue of Life.